# Radnice v Hostinném
Radnice v Hostinném stojí v Hostinném, městě v okrese Trutnov v Královéhradeckém kraji v severovýchodních Čechách, uprostřed řady měšťanských domů na západní straně náměstí; má č.p. 69.
Radnice je renesanční, s věží. Podle staré městské knihy založené roku 1477 existovala radnice v Hostinném již v polovině 15. století. Turistickou atrakcí je radniční věž se sochami obrů. Budova radnice je od roku 1964 chráněna jako kulturní památka a od 1. července 2024 také národní kulturní památka.

## Historie
První písemná zmínka o radní místnosti pochází z roku 1487 v souvislosti s předvoláním místního občana k úřednímu jednání. Z textu však nevyplývá, zda šlo o radnici na současném místě.
Budova stojí na základech dvou pozdně gotických domů. Byla několikrát přestavována a postupem času se její vzhled měnil. V roce 1525 byla k radniční budově přistavěna renesanční radniční věž (doloženo i datací na věži). Po velkém požáru města dne 24. srpna 1610, kdy spolu se zámkem, kostelem, farou, školou, pivovarem a všemi měšťanskými domy na náměstí vyhořela i radnice, byla díky snaze tehdejšího majitele města Jana Kryštofa z Valdštejna (1577–1616) přestavěna Carlo Valmadim, stavitelem italského původu, a byla ozdobena sgrafity. V průčelí věže jsou na jejích nárožích od roku 1641 umístěny 4,80 m vysoké postavy dvou obrů, tzv. rolandů, v římské zbroji.
Do horní části věže byly v roce 1789 vestavěny věžní hodiny. Radnice znovu vyhořela roku 1848, v roce 1872 nahradilo původní trojúhelný štít druhé patro s nízkou sedlovou střechou.  V roce 1912 byla zrestaurována sgrafita, v předcházejících letech silně poškozená. Poslední rekonstrukce stavby byla provedena v roce 2002.

## Popis
Radnice je vlastně dvoupatrový řadový dům s podloubím a asymetricky představěnou věží na pravé straně průčelí.
Levá část průčelí je v přízemí otevřená podloubím s půlkruhovým obloukem. V patrech jsou dvě okenní osy s obdélnými okny, nadokenní římsy jsou v prvním patře završeny segmentem a ve druhém patře mušlí. Korunní římsa je nesena malými konzolami.
Předsunutá věž je třípatrová, v přízemí čtyřboká, v patrech věže jsou čelní nároží zkosená. V přízemí věže je portál s profilovaným kamenným rámem. V prvním patře věže jsou na stranách obdélná okna a ke zkoseným nárožím jsou přistavěny sochy obrů – ozbrojenců, s meči a štíty, které přesahují až do druhého patra; nad nimi jsou stříšky. Na štítech obou rytířů je jednoocasý lev a orlice. V průčelí věže mezi prvním a druhým patrem je reliéf s plastickým městským znakem v podobě z roku 1759; zobrazuje oba ozbrojence držící před městskou branou strom s orlem. Ve třetím patře věže jsou umístěny ciferníky věžních hodin. Věž je ukončena osmibokým roubeným vyhlídkovým ochozem krytým pultovou střechou, nad kterou je osmiboká lucerna s cibulí krytou plechem. Fasáda věže je červená, zdobená bílými plastickými články a sgrafity, v patrech s ornamentálními a figurálními motivy.
V podloubí radnice se dochovalo okno do mazhauzu domu s pozdně gotickým portálem. V ostění vchodu jsou umístěny český a slezský loket, dokládající někdejší obchodní činnost města.